# アリミハン・サーイーイティ
アリミハン・サーイーイティ（ウイグル語: ئالمىخان سېيىت、Almikhan Seyit、1886年6月25日? - 2021年12月16日）は、かつて中国・新疆ウイグル自治区に在住していた長寿の女性。存命時の本人の発言などから死去時の年齢は135歳173日であるとされる。

## 来歴
1886年6月25日、新疆ウイグル自治区の疏勒県に生まれたとされる。ウイグル族の1人であった。養女によれば、学校に行ったことは一度もなかったという。
17歳の頃に図爾迪・如孜と結婚する。2人に子供はいなかったが、息子を養子とする。息子は病気で36歳で、夫は1976年に死去した。
65歳の頃に当時生後8か月だった塔吉古麗・吐爾を養子にする。吐爾は後に結婚し、7人の孫がいた。
2013年6月4日に羅美珍が死去したことにより、存命中の中国最高齢人物となった。その際、病院に行ったことはないと語っていた。当時もまだ鶏に餌を与えるような雑用が可能だった。
2014年11月にチャイナデイリーが訪問したときにはすでに歯がなかったが、今も肉やナンをよく食べると報道された。当時は視力や聴力に問題を抱えていなかったものの、足にやや障害があった。楊衆元によれば、当時の趣味は「ラブソングを歌う事とお喋りをすること」であったとされる。
2021年12月16日の午前8時18分に死去。135歳173日没。

## 検証の問題
1949年に中国共産党が政権を握るまで、中国にはほとんど生年に関する信頼できる文献はなかった。彼女の年齢に関する証拠は2009年に発行された身分証明書のみであった。
しかし色依提の主張は中国老年学会に認定されていた。またロンドンを拠点とする団体も2013年に色依提を世界最高齢者として正式に認定していた。
これに対しギネス世界記録は主張が立証されていないとして色依提の記録を認定しなかった。2014年8月に記録管理者のチャールズは「色依提からの主張を受け取っていないので、主張を検証することはない」と述べた。